# Kacza (Krym)
Kacza (ukr. Кача) – osiedle typu miejskiego na Ukrainie, w południowo-zachodniej części Krymu, przy ujściu rzek Alma i Kacza.
Status osiedla typu miejskiego posiada od 1938, podlega pod Sewastopol, liczy około 5 tysięcy mieszkańców.